# Forgeage à froid
Le forgeage à froid, aussi appelé forge à froid ou frappe à froid, est un procédé de mise en forme des métaux réalisé à température ambiante ou légèrement élevée, mais toujours inférieure à la température de recristallisation du matériau. Cette technique consiste à obtenir la déformation plastique d'une pièce métallique, généralement à l'état brut, en la soumettant à de fortes pressions dans une matrice. Contrairement au forgeage à chaud, le forgeage à froid ne nécessite pas de chauffer préalablement le métal à des températures élevées,,,.
Ce procédé est largement utilisé dans l'industrie pour la fabrication en grande série de pièces métalliques de précision, notamment dans les secteurs de l'automobile, de l'aéronautique et de la visserie. Il permet d'obtenir des pièces aux propriétés mécaniques améliorées, avec un excellent état de surface et une grande précision dimensionnelle. Le forgeage à froid présente également l'avantage d'être plus économique et écologique que le forgeage à chaud, en raison de sa moindre consommation d'énergie.
L'extrusion à froid, aussi appelée forge de précision est un procédé de forgeage à froid.

## Domaines d’application
Le coût des outillages (matrice, poinçon) et les machines très robustes, imposent un usage orienté pour la très grande fabrication en série, dans le domaine de l’automobile, de la visserie, et de la quincaillerie en général.

## Types de pièces

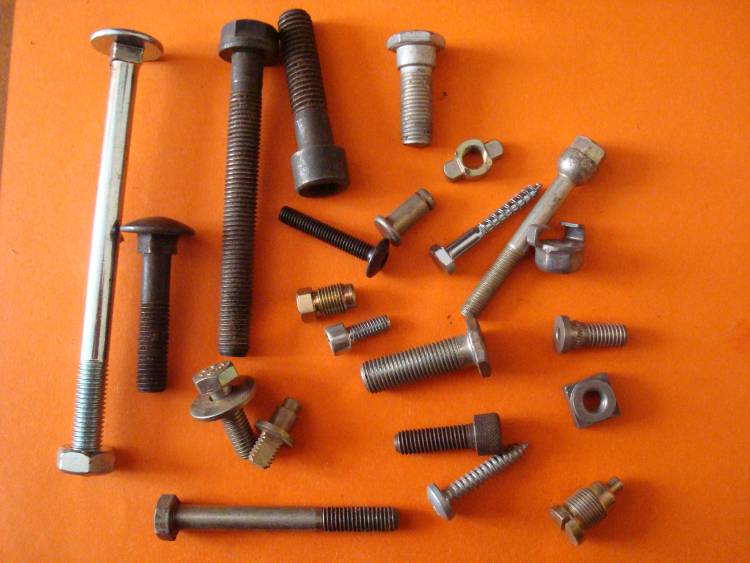
Quelques pièces en forgeage à froid

- Pièces creuses : s’apparente à l’emboutissage, mais à la place de tôle, on emploie des lopins qui sont des galettes de métal, généralement découpées dans un profilé cylindrique par tronçonnage ou cisaillage. Par exemple : les poussoirs d’arbre à cames des moteurs à explosion (coupelle de ressort de soupape),

- Pièces mixtes : tirées à partir d’un lopin, tiré d’un profilé, on forge une pièce qui peut être soit :
  - pièces  composées uniquement de parties cylindriques en relief : vis, rivets, axes, tiges, inserts, rayons de roue
  - pièces composées de parties pleines et creuses : vis avec tête à empreinte (cruciforme, 6 pans creux), écrous spéciaux,

## Types d’installations
Les machines à forger à froid sont extrêmement robustes, du fait que le lopin n’a pas la malléabilité que lui aurait donnée un chauffage. Une cadence de fabrication élevée (plusieurs centaines à plusieurs milliers de pièces à l’heure). La nécessité de travailler sous jet d’huile pour éviter le grippage pièce-matrice-poinçon. Une mise au point très délicate. Outillage très onéreux, à plusieurs stations pour passer du lopin à la pièce finie.
L’alimentation de la machine peut être soit par lopins pré-découpés à l’avance, ou par lopins, cisaillés dans une barre ou une bobine de fil métallique, directement sur le poste de frappe.

## Avantages
- Cadence de fabrication très élevée,
- Obtenir des pièces sans dépouille,
- Formes aux intérieurs géométriquement complexes : polygonales, cylindriques, coniques, borgnes, sphériques, tronquées, etc.)
- Caractéristiques du métal améliorées par écrouissage et fibrage,
- Économie de matière par rapport au forgeage à chaud ou à l’usinage,
- Tolérances précises (de quelques centièmes de millimètre),
- Bon état de surface,